# ماندة آب (كوشك)
ماندة آب (بالفارسية: مانده‌آب) هي منطقة سكنية تقع في إيران في قسم كوشك الريفي. يقدر عدد سكانها بـ 0 نسمة بحسب إحصاء 2016.